# Phanaeus pyrois
Phanaeus pyrois es una especie de escarabajo del género Phanaeus, familia Scarabaeidae. Fue descrita científicamente por Bates en 1887.
Se distribuye por Colombia. Mide aproximadamente 16-23,5 milímetros de longitud.